# روی ایتکن
روی ایتکن (انگلیسی: Roy Aitken؛ زادهٔ ۲۴ نوامبر ۱۹۵۸) بازیکن سابق و مربی فوتبال اهل اسکاتلند است.
از باشگاه‌هایی که در آن بازی کرده‌است می‌توان به باشگاه فوتبال استون ویلا، باشگاه فوتبال آبردین، باشگاه فوتبال سلتیک، باشگاه فوتبال سنت میرن، و باشگاه فوتبال نیوکاسل یونایتد اشاره کرد.
وی همچنین در تیم‌های ملی فوتبال زیر ۲۱ سال اسکاتلند و اسکاتلند بازی کرده‌است.